# Aleksandr Brodsky
Pour les articles homonymes, voir Brodsky.
Aleksandr Brodsky (en russe : Алекса́ндр Ива́нович Бро́дский), né le 7 novembre 1903 à Saint-Pétersbourg et mort le 29 avril 1984 dans la même ville, est un photographe photojournaliste russe. 

## Biographie
Aleksandr Brodsky est connu comme photographe de la Grande Guerre patriotique. Il a travaillé pour RIA Novosti.